# Уросозеро (озеро)
Уросозеро — озеро на территории Поповпорожского сельского поселения Сегежского района Республики Карелии.

## Общие сведения
Площадь озера — 19,2 км², площадь водосборного бассейна — 131 км². Располагается на высоте 106,5 метров над уровнем моря.
Форма озера лопастная, продолговатая: вытянуто с юго-запада на северо-восток. Берега изрезанные, каменисто-песчаные, преимущественно возвышенные, местами заболоченные.
Через озеро протекает река Урокса, несущая воды из Кяргозера и впадающая в Выгозеро.
В озере около десятка островов различной площади. Ряд из них имеют название: Горемыкин, Дедов, Лебяжий.
У юго-западной оконечности озера располагается деревня Юркиннаволок, а также проходит железнодорожная линия Санкт-Петербург — Мурманск. С востока озеро огибает трасса Р21 («Кола»).
Код объекта в государственном водном реестре — 02020001211102000006965.

## Панорама

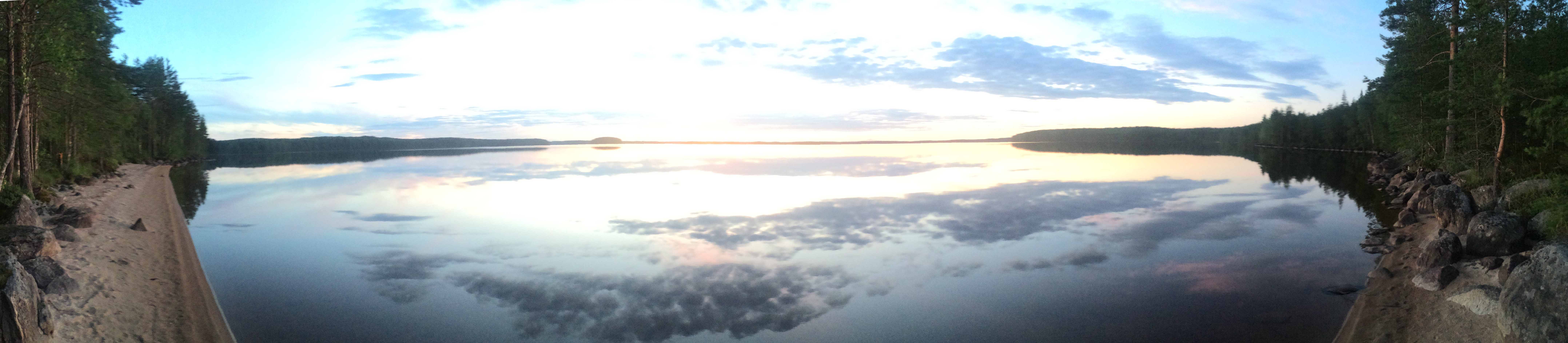
Панорама